# Cacia lumawigi
Cacia lumawigi là một loài bọ cánh cứng trong họ Cerambycidae.